# Principato di Nassau-Dillenburg
La Casa di Nassau-Dillenburg governò una parte del Ducato di Nassau, che fu uno stato dell'attuale Germania, un'entità territoriale esistente dal 1255 al 1806.

## Storia
La contea venne formata per merito di Ottone I di Nassau, dall'originaria contea di Nassau.
Da un ramo della dinastia dei Nassau-Dillenburg deriva l'attuale dinastia degli Orange-Nassau, regnante sui Paesi Bassi.

## Suddivisioni storiche
Dopo la morte di Ottone I, la contea di Nassau-Dillenburg venne divisa tra i suoi figli nel 1303:
- Contea di Nassau-Dillenburg (passò al Nassau-Siegen nel 1328)
- Contea di Nassau-Hadamar (Vecchia linea - passò al Nassau-Dillenburg nel 1394)
- Contea di Nassau-Siegen, detta Nassau-Dillenburg dal 1328 in poi, divisa dal 1341 al 1561 in:
  - Contea di Nassau-Beilstein (Vecchia linea)
  - Contea di Nassau-Dillenburg (Vecchia linea)–1606)

Nel 1504 Enrico III di Nassau-Dillenburg ereditò la contea di Breda dal Ducato di Brabante, mentre suo fratello Guglielmo divenne conte di Nassau-Dillenburg nel 1516. Dopo che il figlio di Enrico III, Renato di Châlon morì nel 1544, il figlio maggiore di Guglielmo, Guglielmo detto il Taciturno, divenne Principe di Orange e signore di Breda, oltre che stadtholder dei Paesi Bassi dal 1559. Suo fratello minore, Giovanni VI riunì nuovamente tutti i possedimenti nel 1561 e nel 1606 la contea venne divisa nuovamente:
- Contea di Nassau-Hadamar (Nuova linea), principato nel 1650 (passò al Nassau-Diez nel 1743)
- Contea di Nassau-Siegen, (1607–23), divisa dal 1623 al 1734 in:
  - Contea di Nassau-Siegen (protestante), principato nel 1664, estinta nel 1734
  - Contea di Nassau-Siegen (cattolica), principato, passò al Nassau-Diez nel 1743
- Contea di Nassau-Dillenburg, passò al Nassau-Beilstein nel 1620
- Contea di Nassau-Beilstein (Nuova linea), detta Nassau-Dillenburg (Nuova linea) dal 1620 in poi, principato nel 1652, passò al Nassau-Diez nel 1739
- Contea di Nassau-Diez, passò al Granducato di Berg dopo la dissoluzione del Sacro Romano Impero nel 1806.

I conti di Nassau-Diez, discendenti di Guglielmo Federico di Nassau-Dietz, furono stadtholder di Frisia, Groninga e Drenthe oltre che principi di Orange dal 1702 in poi. Sebbene abbiano perso la loro contea originaria a partire dal 1806.

## Altro
- Nassau-Dillenburg (disambigua)

| Controllo di autorità | GND (DE) 4115341-8 |